# 江口貴俊
江口 貴俊（えぐち たかとし、1992年5月9日 - ）は、東京都西東京市出身の元サッカー選手。ポジションは主にミッドフィールダー（MF）。

## 来歴
兄の影響で小学校1年生時にサッカーを始める。
2005年よりFC東京の下部組織へ加入。ボランチや右サイドハーフに入り、正確なキックと献身的プレーでチームを支えた。同期は武藤嘉紀、佐々木陽次、加部未蘭ら。2011年、立命館大学産業社会学部へ進学しサッカー部に所属。主に右サイドハーフに配され豊富な運動量で攻守に奔走した。
2015年、JFL・ヴェルスパ大分へ加入。1試合にベンチ入りするも、出場機会は得られず同年末に退団。
2016年、トライアルを経てモンテネグロ2部・FKイェゼロへ加入。2017年には同国FKイバルへ移籍。
2017年8月、ヴィアティン三重へ加入。
2021年よりFC東京普及部でスク－ルコーチを務める。

## 所属クラブ
- JACPA東京FC[4]
- 2005年 - 2007年 FC東京U-15むさし[4]
- 2008年 - 2010年 FC東京U-18 (東京都立東村山高等学校[14])
- 2011年 - 2014年 立命館大学体育会サッカー部
- 2015年  ヴェルスパ大分
- 2016年 - 2017年  FKイェゼロ
- 2017年 - 同年8月  FKイバル
- 2017年8月 - 2018年  ヴィアティン三重

## 個人成績
| 2015         | 大分         | 13           | JFL          | 0        | 0        | 0                | 0                | 0        | 0        |
| モンテネグロ | モンテネグロ | モンテネグロ | モンテネグロ | リーグ戦 | リーグ戦 | ツルノゴルスキ杯 | ツルノゴルスキ杯 | 期間通算 | 期間通算 |
| 2015-16      | イェゼロ     |              | ドルガ       | 7        | 1        | -                | -                | 7        | 1        |
| 2016-17      | イェゼロ     |              | ドルガ       | 14       | 0        | 1                | 0                | 15       | 0        |
| 2016-17      | イバル       |              | ドルガ       |          |          |                  |                  |          |          |
| 日本         | 日本         | 日本         | 日本         | リーグ戦 | リーグ戦 | 天皇杯           | 天皇杯           | 期間通算 | 期間通算 |
| 2017         | 三重         | 36           | JFL          | 2        | 0        | -                | -                | 2        | 0        |
| 2018         | 三重         | 36           | JFL          | 0        | 0        | -                | -                | 0        | 0        |
| 通算         | 日本         | 日本         | JFL          | 2        | 0        | 0                | 0                | 2        | 0        |
| 通算         | モンテネグロ | モンテネグロ | ドルガ       | 21       | 1        | 1                | 0                | 22       | 1        |
| 総通算       | 総通算       | 総通算       | 総通算       | 23       | 1        | 1                | 0                | 24       | 1        |

出場歴
- 2016年3月6日：ドルガ・ツルノゴルスカ・リーガ初出場・初得点 - 第18節 vs FK Bratstvo Cijevna (Stadion FK Bratstvo)[15]

## 指導歴
- 2021- FC東京

## タイトル
- FIFAワールドカップTMドイツ大会記念ベルリン・ユースサッカー大会 (2006年)
- JFAプリンスリーグU-18関東 (2008年、2009年、2010年)
- 日本クラブユースサッカー選手権 (U-18)大会 (2008年)
- Jユース・サンスタートニックカップ (2009年)